# Дворкина, Маргарита Яковлевна
Маргарита Яковлевна Дворкина (1 апреля 1936, Москва, СССР) — советский и российский библиотековед, доктор педагогических наук (1994), профессор (1994), член МАИ.

## Биография
Родилась 1 апреля 1936 года в Москве. В 1954 году поступила в МГБИ, который окончила в 1959 году. Работала в различных организациях начиная от районных библиотек и заканчивая в НИИ Москвы. В 1979 году вернулась в МГИК и преподавала вплоть до 1999 года. В 1999 году перешла на работу в РГБ, где заведовала сектором истории библиотечного дела. В настоящее время - главный научный сотрудник Центра по исследованию проблем развития библиотек в информационном обществе РГБ. Возглавляет докторский диссертационный совет в РГБ.

## Научные работы
Основные научные работы посвящены теории библиотечного обслуживания. Автор свыше 280 научных работ, в т.ч. ряда книг по библиотечному делу.